# Département de Juan Felipe Ibarra
Le département de Juan Felipe Ibarra est une des 27 subdivisions de la province de Santiago del Estero, en Argentine. Son chef-lieu est la ville de Suncho Corral.
Le département a une superficie de 9 139 km2. Sa population s'élevait à 16 937 habitants en 2001.

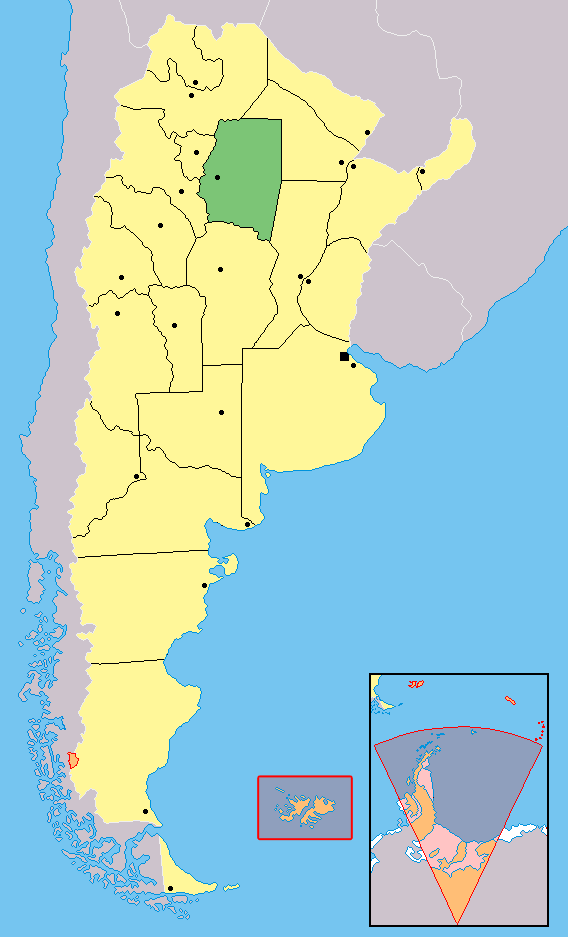
Localisation de la province de Santiago del Estero en Argentine